# Scopas (historien)
Pour les articles homonymes, voir Scopas et Scopas d'Étolie.
Scopas (grec ancien : Σκόπας, latin : Scopas) est un écrivain grec d'origine inconnue, qui a rédigé une liste des champions olympiques (Olympionikai).

## Notice historique
Très peu de choses sont connues de cet auteur, qui devrait être antérieur à Varron. Dans un passage de l'Histoire naturelle de Pline, les manuscrits mentionnent ita [.]copas qui Olympionicas scripsit; il s’agit de la seule occurrence de cet auteur dans la littérature antique. La correction en "Scopas" est généralement retenue par les savants modernes, mais certains éditeurs ont retenu Agriopas, Apollas ou Harpocras. 
Pline cite l’œuvre de Scopas comme source pour l'histoire de l'athlète Déménète de Parrhasie, qui s'est transformé en loup, et, après dix ans, s'est retransformé en humain et est devenu vainqueur aux Jeux Olympiques.

## Histoire des discussions savantes sur le nom de cet historien
Dans son édition latine de Pline l'Ancien (1551), Conrad Gessner  rassemble les deux noms : « Copas Agriopas, qui Olympionicas scripsit… ». Dans sa traduction française (1771), Louis Poinsinet de Sivry  indique : « Les manuscrits de Pline portent tantôt Agriopas, tantôt Acopas et tantôt Copas. Le Père Hardouin prétend, mais sans apparence, que c’est le même nom selon différents dialectes. ». 

Pour Ajasson de Grandsagne (1829), Acopas est une corruption d’Agriopas : « Agriopas, et non Copas ou Acopas comme on l’écrivait avant la correction de Gelen. Ouvrage unique : les Olympioniques. »
Dans The Werewolf Montague Summers (1933) mentionne qu’il y a plusieurs variantes pour le nom d’Agriopas : « Kalkmann et Mayhoff préfèrent Apollas; Gelenius choisit Agriopas. Jahn et Detlefsen  penchent plutôt pour Copas ou Scopas mais il est impossible d’identifier l’auteur dont parle Pline l’Ancien ».